# Dubuisson Brauerei

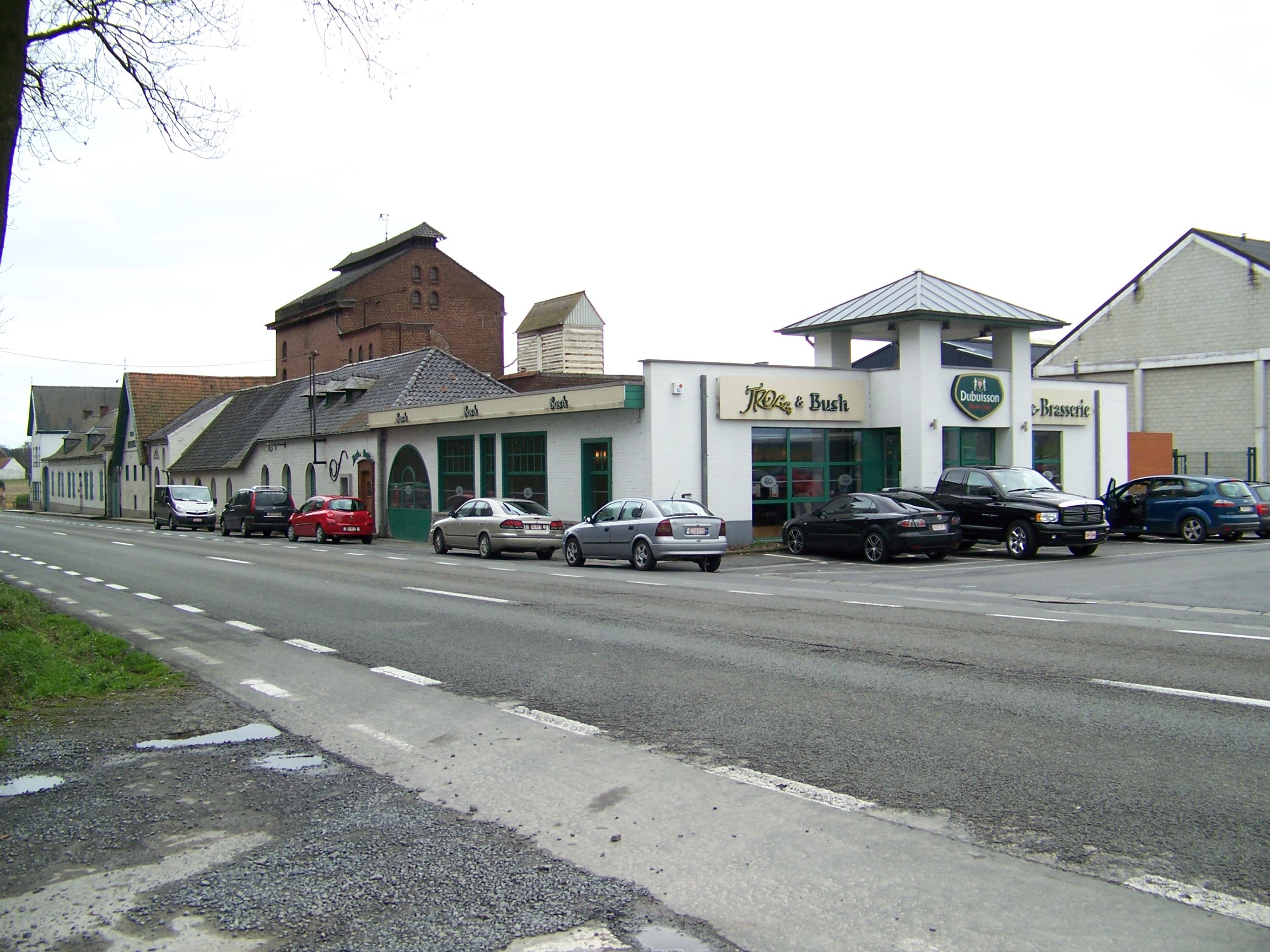
Die Dubuisson Brauerei und die Taverne „Troll & Bush“

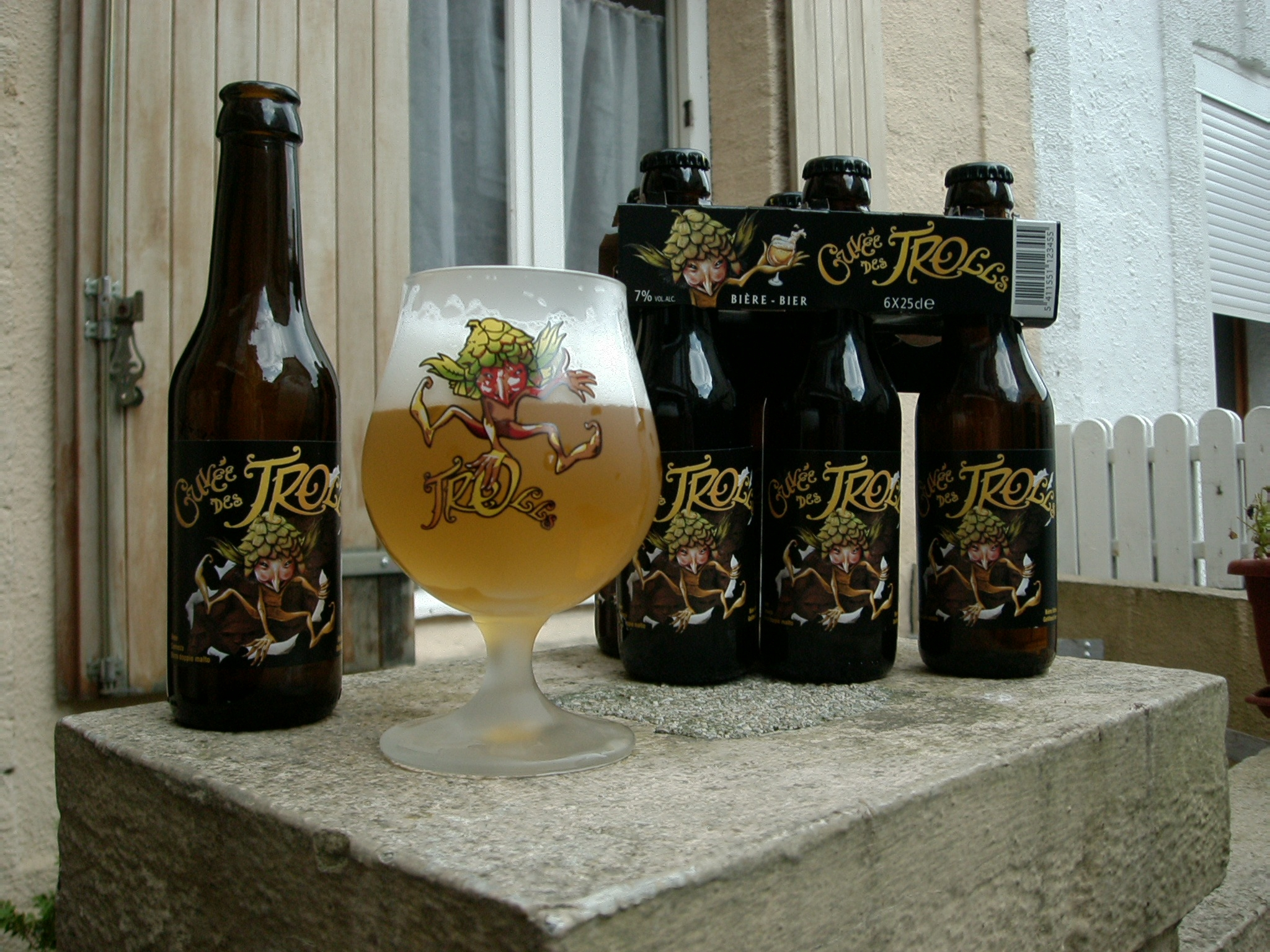
Biermarke: Cuvée des Trolls

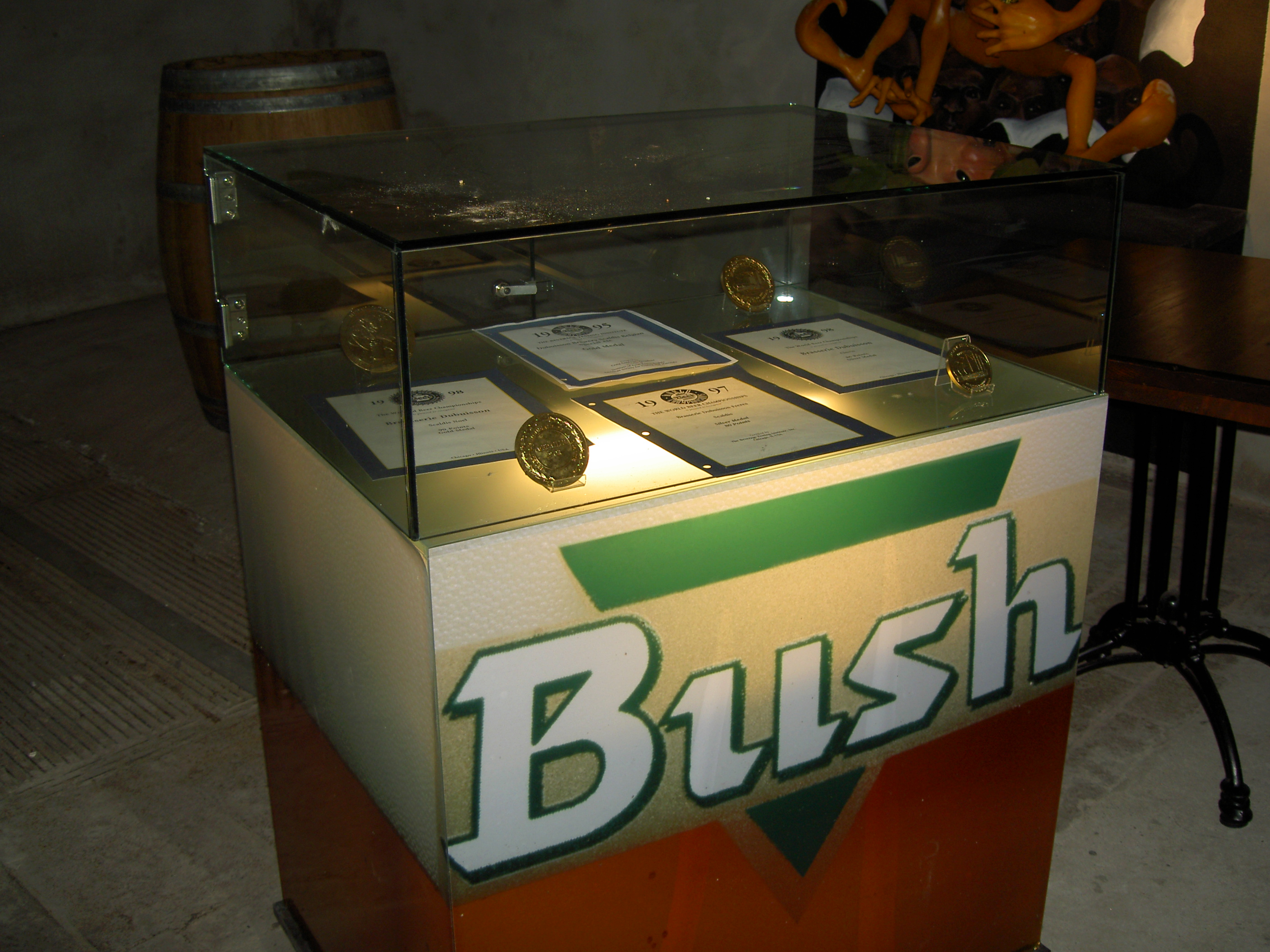
Preise in der Dubuisson Brauerei

Die Brauerei Dubuisson ist eine belgische Bierbrauerei. Sie ist die älteste Brauerei in der Wallonischen Region.
Die Brauerei wurde insbesondere aufgrund ihrer Biermarken „Bush“ und „Cuvée des Trolls“ international bekannt. In einigen Ländern wird Bush-Bier auch als „Scaldis“ vermarktet.

## Geschichte
1769 wurde die Brauerei Dubuisson in Pipaix gegründet. Joseph Leroy, einer der mütterlichen Vorfahren des jetzigen Chefs, hatte einst an dem heutigen Standort Pipaix einen großen Bauernhof gebaut; dort errichtete er auch die Brauerei Dubuisson. Zu diesem Zeitpunkt war Joseph Leroy schon Braumeister des Gutsherrn Ghissegnies und Leiter von dessen Brauerei-Betrieb, der direkt gegenüber der heutigen Brauerei lag. Joseph Leroy zahlte keine Steuern, musste aber Rechenschaft bei seinem Gutsherrn ablegen. Im Jahre 1769 erhob jedoch Maria Theresia von Österreich Steuern auf alle Brauereien; sogar auf solche, die Gutsherrn gehörten. Da die Brauerei Dubuisson nun keinerlei Vorteile mehr hatte, zog sie auf die andere Seite der Straße (in einen Ort, der nicht vom Rittergut bestimmt wurde), um unabhängig zu werden.
Die Hof-Brauerei, die zu jener Zeit nur für landwirtschaftliche Arbeitnehmer und Dorfbewohner gebraut hatte, führte ihre Produktion bis zum Jahr 1932 weiter. Dann wurde die Hof-Brauerei durch Alfred und Amédée Dubuisson aufgekauft, die die Brauerei zu einem kommerziell wirtschaftenden Unternehmen umbauen wollten. So gilt das Jahr 1933 als die Geburtsstunde des „Bush Bieres“: ein Bier, das sowohl den belgischen als auch den englischen Geschmack vereint (die englischen Biere waren zu jener Zeit in Belgien recht populär). Der Name ist ebenfalls eine Hommage an englische Biere; er stammt aus dem Englischen, beinhaltet jedoch trotz allem noch den Namen der belgischen Brauerei. Das Bier verhalf der Brauerei Dubuisson zu internationaler Bekanntheit.
1991 wurde das Weihnachts-Bush Bier („Bush de Noël“) kreiert; ein Bier, das speziell für die Feste am Ende des Jahres gebraut wurde. Durch die reichliche Verwendung von Karamellmalz nimmt das Weihnachts-Bush Bier eine dunklere Farbe an und ist kupferfarben.
1994, anlässlich des 225. Jahrestages der Brauerei, wurde das Bier „Bush-7“ auf dem Markt eingeführt. Es hat einen Alkoholgehalt von 7,5 %, im Gegensatz zum traditionellen Busch-Bier, welches einen Alkoholgehalt von 12 % hat. 1996 wurde das „Bush Bier“ in „bernsteinfarbenes Bush Bier“ („Bush ambrée“) umbenannt. Im Jahr 2000 erschien das „Cuvée des Trolls“ Bier, und 2003 wurde eine neue Marke in die Produktpalette aufgenommen: das Bier „Bush Prestige“.
Die Dubuisson Brauerei hat in den letzten Jahren zahlreiche Neuerungen eingeführt und investiert: zunächst in die Erweiterung des Bier-Sortiments (das Bier wurde in ganz Belgien vertrieben und in über 30 anderen Ländern weltweit); dann in die kürzliche Gründung zweier Mikro-Brauereien (im Jahre 2000 in Louvain-la-Neuve und im Jahre 2003 in Mons) und schließlich in ein neues Besucherzentrum im Ort Pipaix; dieses beinhaltet unter anderem:
- ein Brauereimuseum
- eine Taverne („Trolls & Bush“)
- einen Souvenirladen
- eine kleine Cafeteria